# Ciudad Nueva (Guayaquil)

Plano de la zona central de Ciudad Nueva hacia 1775. Su eje principal fue la Plaza de Armas.

Ciudad Nueva fue uno de los sectores históricos de la ciudad de Guayaquil en la época virreinal. En conjunto con Ciudad Vieja, fue uno de los dos polos de crecimiento urbanístico de la ciudad. Su creación se estableció a finales del siglo XVII y tuvo como motivos principales el fortalecimiento de las defensas frente a ataques piratas, mejor distribución de predios y la expansión del poblado. 
Tiene sus orígenes en las peticiones a las autoridades españolas en 1688, y la obtención los permisos necesarios para poder construir este nuevo emplazamiento en La Sabaneta en 1693, con el posterior traslado de la población proveniente de los alrededores del cerro Santa Ana.
Este sector estaba situado en el actual centro de Guayaquil y su eje central fue la Plaza de Armas (actual Parque Seminario). Con el pasar de los años, Ciudad Nueva fue expandiéndose hacia el norte hasta limitar con el Barrio del Bajo, y se encontraba comunicado con Ciudad Vieja a través del Puente de las Ochocientas Varas; llegaba hasta el estero de San Carlos (actual bulevar José Joaquín de Olmedo) el cual lo separaba del Barrio del Astillero.
El sector en el que se asentaba la Ciudad Nueva está actualmente comprendido dentro de la parroquia Rocafuerte, en la división administrativa oficial vigente.

## Ubicación geográfica
Ciudad Nueva estaba ubicado al sur de Ciudad Vieja en el sector denominado La Sabaneta -área de llanura extensa en donde se encuentra el actual centro urbano de la ciudad-, junto al denominado Puerto de Casones en el río Guayas -lugar utilizado por pescadores en la época de la colonia-.
En la actualidad, el sector en donde se desarrolló inicialmente Ciudad Nueva colinda con la actual calle Vélez al norte, Calle de la Orilla (actual Malecón Simón Bolívar) al este, con la actual calle Sucre al sur, y con la actual calle Boyacá al oeste.
Tras la expansión del poblado, Ciudad Nueva creció hacia el norte limitando con el Barrio del Bajo, el cual estaba segmentado por varios esteros y se inundaba en época lluviosas del año. Hacia el sur se extendió hasta el estero San Carlos -el cual en la actualidad se ha convertido en el bulevar José Joaquín de Olmedo-, y más allá de este se encontraba el pequeño Barrio del Astillero. Al oeste se encontraba rodeado de la Sabana llena de árboles hasta el Estero Salado.

## Historia

### Antecedentes
El crecimiento comercial de Guayaquil a comienzos del siglo XVI fue amplio y atrajo varios problemas, entre ellos el de piratería. En junio de 1624 la ciudad fue asaltada por la armada neerlandesa al mando de Jean Claude de Gubernat, lugarteniente de Jacques L'Hermite (o Jacques de Clerck), quien ordenó incendiar más de veinte viviendas y la iglesia Matriz con el objetivo de atemorizar a los habitantes y destruir sus astilleros. Tras la resistencia guayaquileña ante los ataques, los neerlandeses se retiraron, sin embargo, luego de dos meses reiniciarían los ataques en represalia. Como consecuencia de la batalla murieron varios hombres de mando como Gubernat, pero la ciudad quedó parcialmente destruida.
La reconstrucción de la ciudad se vio detenida principalmente por los continuos incendios. Para la prevención de nuevos ataques piratas, se ordenó la construcción de fosos y fortificaciones en 1649, el fortín de La Planchada en 1651, y en la cima del cerro Santa Ana el fortín de San Carlos en 1682. Utilizando estas fortificaciones se combatió los ataques de William Dampierre en 1684, junto a Swan y Davies. En 1687 se presentó otro ataque por los piratas Grogniet, Piccard y Hout, raptando a habitantes de alta posición económica con el ﬁn de solicitar rescates.
La constante amenaza de ataques piratas hicieron necesario iniciar nuevas reconstrucciones del poblado más allá de los cerros en donde se pueda crear un sistema de fosos y fortalezas que permitan mejorar la defensa.

Plano de Guayaquil en 1741 por Paulus Minguet. Se muestra detalles inexactos de Ciudad Nueva y Ciudad Vieja.

### Inicios
En 1688 se les fue solicitado al presidente de la Audiencia Lope Antonio de Munive y al virrey del Perú Melchor de Navarra y Rocafull, la autorización para la creación de lotes al sur de los cerros, y el regidor Juan Pérez de Villamar viajó a España con la misión de obtener la real cédula que permitiese dicho traslado. Las distancias lejanas en donde se asentaban estas autoridades demoraron algún tiempo el trámite de organización y traslado.
La aprobación del traslado por las autoridades superiores fue concedida en el Cabildo del 14 de julio de 1692. La Ciudad Nueva debía constar de 24 manzanas alrededor de la Plaza Mayor; tendría 5 manzanas de frente desde la calle Luque hasta la Calle Colón y otras 5 de fondo entre Pichincha y Boyaca.
Pero en junio de 1694 el alcalde ordinario Juan Guerrero Navarro Navarrete manifestaba que no había vecindad en la nueva población y que aun permanecía toda en la antigua.
Aun por 1695 el Cabildo trataba sobre la delineación de calles realizada por el Ayudante General Cristóbal de Valverde el mismo que pedía el otorgamiento de una de las pulperías para mantenerse económicamente la cual le fue concedida.

### Fosas, muros
El General  y Justicia Mayor Blas García de la Peña -avecindado en la ciudad- elaboró planes para levantar fosos y trincheras en torno a los límites de Ciudad Nueva, siendo el foso norte ubicado en la actual calle Elizalde por donde tenía su casa el capitán Miguel Lavayen peninsular tatarabuelo materno de Vicente Rocafuerte y el foso sur ubicado en la actual calle Mejía cuya extensión se prolongaba hasta el cruce con Chile. La idea era proteger la nueva población de incursiones enemigas pero ni aun obedeciéndolas hubiera evitado la conquista realizada por los piratas Rogers y Courtney. También se pensó en ellas como una manera rápida de abastecimiento de agua a los vecinos, cuando se daba la crecida del río. A pesar de los intentos el proyecto no prosperó siendo un rotundo fracaso ya que se dieron invasiones urbanas fuera del perímetro que se pretendía amurallar y donde los nuevos vecinos construían sus viviendas y ranchos 
El cabildo para tratar minimizar la importancia de Ciudad Vieja debido al gran número de habitantes que no quisieron trasladar sus domicilios al nuevo emplazamiento, dispuso que se muden a Ciudad Nueva las familias que vivían en total desorden desde la estero Villamar (actual calle Loja) hasta el límite norte (actual Av 9 de Octubre), además se levantó un terraplén entre las 2 ciudades. Este muro hecho con grandes pedruscos y tierra sostenido por estacas de madera unidas entre sí con varas, empezaba a las orillas del río siguiendo el curso de la actual calle Junín hasta llegar a su intersección con la calle General Córdova detrás de la Basílica de la Merced.

### Edificios Públicos
Francisco Silvestre de Sarralta propuso al Cabildo establecer una escuela donde se iba a enseñar a arte, leer, escribir, contar y doctrina cristiana, siendo otorgado el permiso por parte del Cabildo.
En la sesión del 11 de enero de 1695 los cabildantes manifestaban que la Iglesia Mayor, San Agustín, las Casas del Cabildo el Hospital y hasta la carnicería se hallaban a poco de ser terminadas. Casi un mes después el 22 de febrero, el presidente de la Audiencia de Quito ordenaba que solo en la carnicería del nuevo asiento se hagan de matar reses y no en otra.
Los "Santísimos Sacramentos" fueron trasladados de la vieja ciudad a la nueva por febrero de 1695 quedando así inaugurada la nueva Iglesia Mayor frente a la plaza de Armas.
La Cárcel que funcionaba en la antigua Ciudad en una bodega la cual se le habían derrumbado las paredes, Cabildo del 25 de abril de 1695 en vista de la necesidad que había de contar con un edificio para estos servicios y además por hallarse si casa del Cabildo, se decidió alquilar una bodega que estaba en la casa de Antonio Cuadrado que ya vivía en esta nueva ciudad, pero antes se debía adecuarla y reforzarla para la seguridad de los presos. el presupuesto de la obra corría de parte de los propios de la ciudad.
Las Casas del Cabildo funcionaban en la parte antigua, y se trasladaron a la nueva en 1696 celebrando allí la sesión del 8 de Junio, por entonces ya se estaba fabricando un local propio en el costado sur de la plaza de armas, culminaría la obra en octubre de 1697, cuyos trabajos fueron ejecutados por el peninsular avecindado en la ciudad don Blas García de la Peña. Allí funcionó por mucho tiempo donde luego pasarían a ocupar formalmente un nuevo local ubicado frente a la orilla del río el 25 de febrero de 1817.
El Hospital de Santa Catalina tuvo su primer emplazamiento tras la Iglesia Matriz en lo que ahora es Boyacá entre 10 de agosto y Ballén, hasta que en 1727 fue desarmado. El nuevo hospital ahora San Juan de Dios se lo terminó de construir en 1741 pero ya no en su antiguo lugar sino frente a la orilla entre las actuales calles Illingworth y Aguirre.

### Los Barrios de Ciudad Nueva
El trazo de esta ciudad se parecía a un tablero de ajedrez con 7 manzanas de norte a sur y 5 de fondo hacia la Sabana. Ninguna de sus calles era pavimentada siendo el primer intento el desarrollado por Ramon de García de León y Pizarro.
El Barrio del Centro fue el más importante debido a la presencia de edificios públicos e iglesias que se construyeron dentro de sus límites, además que en él se encontraban asentadas las familias pudientes. El Barrio estaba cruzado por once calles de las cuales La del Comercio (hoy Pichincha) tuvo gran importancia debido al gran número de comercios. Otras calles llevaron los nombres de vecinos notables como las calles Cepeda, Campuzano, Pareja, Espantoso, Aguirre. Sumándole las calles llamadas del Tigre, León. del Bajo y San Francisco (actual 9 de Octubre).
A pesar de la amplitud la mayoría de las calles se encontraban pavimentadas, y en invierno se convertían en tremendos lodazales. Este barrio comprendía al norte la cabecera del Puente que la unía con Ciudad Vieja, al sur llegaba hasta el estero Carrión o calle del Fango (actual Mejía), al este la orilla del río y al oeste la calle que quedaba al frente de la Iglesia Matriz (actual Chimborazo).
Por disposición del Cabildo el nuevo astillero debía ocupar el área aledaña al estero San Carlos (hoy Ave Olmedo), pero los vecinos que laboraban en esa industria prefirieron establecerse cerca al estero Carrión (calle Mejía), nombre tomado de un oficial de carpintería., esto dio origen al Barrio del Astillero, donde se levantaron 61 casas y se componía de una calle central llamada Tamarindo y de 3 transversales con los nombres San Carlos, Centro y Sabana.
El Barrio del Bajo empezó a tomar forma en el año de 1738, donde se asentaron sobre aguas en estado de descomposición que se originan durante los aguajes provenientes del Estero Salado. Este empezaba en la culata de la Iglesia de San Francisco y se extendía a la sabana. Fue habitado en su mayoría por indígenas y gente de escasos recursos. No existe ningún tipo de orden entre las viviendas, se asemeja a los actuales asentamientos irregulares. Con el tiempo los pantanos se fueron rellenando.

### Cementerio
Presuntamente empezó su construcción en 1810 cumpliendo tardíamente una cédula Real del 26 de marzo de 1789 en el que se había desautorizado los entierros dentro de las iglesias y conventos, por razones de sanidad y ordenando que se construyeran cementerios públicos. El Gobernador Juan Vasco y Pasqual (1811-1816) se le ha dado el crédito de haber escogido y cercado el sitio actual que ocupa el cementerio. Hacia 1815 se había añadido una capilla y un acceso desde el umbral del cementerio aunque su duración fue muy poca.

### Expansión
Por disposición de las autoridades se decretó el traslado hacia el nuevo emplazamiento de las familias por seguridad frente a eventuales ataques piratas o propagación de incendios y pestes. Sin embargo, aunque el proceso de traslado se desarrolló con prontitud, muchos de los pobladores de Ciudad Vieja se negaron a cumplir con esta disposición. Los motivos que tenían eran diversos: muchos tenían sus chacras, pastos y lecherías asentadas ya en el cerro y sus alrededores, y otros que no contaban con el dinero necesario para desbaratar sus viviendas y edificar otras nuevas.
Se determinó el traslado del Santísimo Sacramento por parte de la cúpula religiosa con el fin de incentivar el traslado. Así es como varios pobladores de Ciudad Vieja empiezan a edificar sus nuevas casa en el sector medio de los dos emplazamientos, creándose así el Barrio del Bajo y expandiendo Ciudad Nueva hacia el norte.
Los barrios del Bajo, del Puente y del Guanábano estaban asentados en un terreno anegadizo y segmentado por varios esteros, por lo cual Ciudad Nueva y Ciudad Vieja tenían una limitada circulación entre ellas. Debido a la importancia de comunicar ambos emplazamientos se crean puentes de madera que atraviesen los esteros. Con el pasar del tiempo, los puentes de unificaron formando uno solo bajo el nombre del Puente de las Ochocientas Varas.
Hacia el sur se extendió hasta el estero de San Carlos (el cual fue rellenado y en la actualidad es el bulevar José Joaquín de Olmedo). Al sur del mencionado estero, Guayaquil se expandiría y se formaría el Barrio del Astillero.

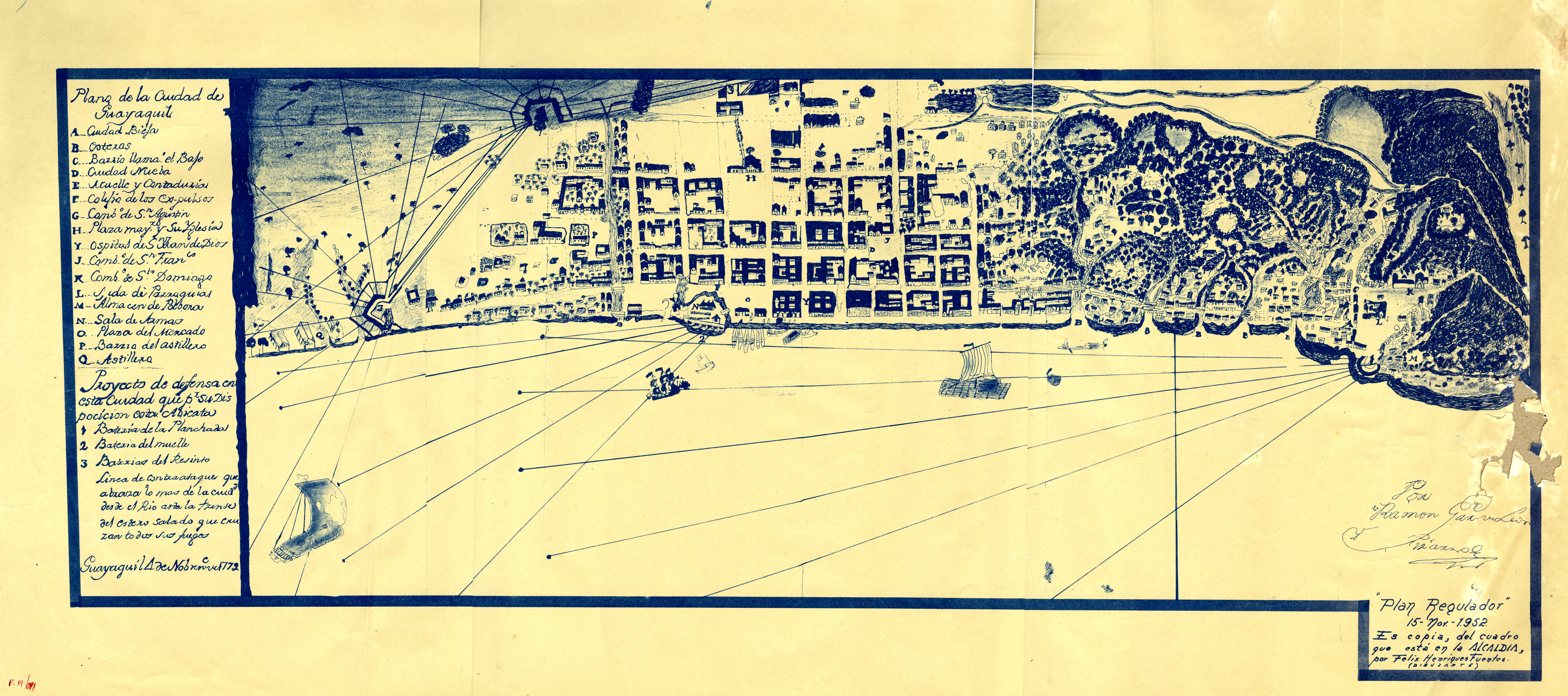
Plano de Guayaquil datado a 4 de noviembre de 1772 ordenado por el gobernador Ramón García de León y Pizarro. Se aprecian el Barrio del Astillero, Ciudad Nueva, el Barrio del Bajo y Ciudad Vieja.

Más tarde se establecieron muchas familias indígenas, en lo que llamábamos la Sabana grande, al N.O. de la ciudad, cuya zona se conocía entonces con el nombre de Legua de indígenas; y de allí que se llamara también Camino de la Legua, al que, partiendo de la ciudad en la actual calle 9 de Octubre y siguiendo por la de Santa Elena -Lorenzo de Garaicoa- llega a este y continua, bordeando las colinas hasta salir a Sabana grande. Tal camino de la legua fue en su origen una calzada construida durante la época colonial para evitar que las aguas del Estero Salado, en las grandes mareas, anegaran la antigua ciudad. Sobre los restos de esa calzada, que se había destruido bastante, fue arreglada otra durante la Administración Rocafuerte, y ha sido mejorada y conservada hasta nuestros días. Los indígenas que allí se establecieron hacia fines del siglo XVIII, eran los Punteños, Colonches, etc., de los cuales emigraron muchos, con motivo de una gran sequía, por la falta absoluta de lluvias, durante más de seis años seguidos: lo que redujo a la mayor miseria a los pueblos de la costa, especialmente los de Santa Elena. De allí el origen de esas familias que llamábamos Cholos de la Sabana; pero que también fueron confundiéndose, al andar de los años, con la masa de la población, hasta quedar muy pocos en el recinto de su primer establecimiento.